# Östre Gäddträsket
Östre Gäddträsket är en sjö i Skellefteå kommun i Västerbotten och ingår i Skellefteälvens huvudavrinningsområde. Sjön har en area på 0,172 kvadratkilometer och ligger 277,9 meter över havet.

## Delavrinningsområde
Östre Gäddträsket ingår i det delavrinningsområde (722494-168624) som SMHI kallar för Ovan Alträskån. Medelhöjden är 279 meter över havet och ytan är 11,28 kvadratkilometer. Räknas de 19 avrinningsområdena uppströms in blir den ackumulerade arean 299,32 kvadratkilometer. Petikån som avvattnar avrinningsområdet har biflödesordning 2, vilket innebär att vattnet flödar genom totalt 2 vattendrag innan det når havet efter 99 kilometer. Avrinningsområdet består mestadels av skog (71 procent) och sankmarker (20 procent). Avrinningsområdet har 0,26 kvadratkilometer vattenytor vilket ger det en sjöprocent på 2,3 procent.